# Chinook (vento)
Os ventos Chinook, ou simplesmente os Chinooks, são os ventos föhn no interior do oeste da América do Norte, onde as pradarias canadenses e as Grandes Planícies encontram várias cordilheiras, embora o uso original seja em referência aos ventos litorais úmidos e quentes do Noroeste Pacífico.